# Lagoa de João Carlos

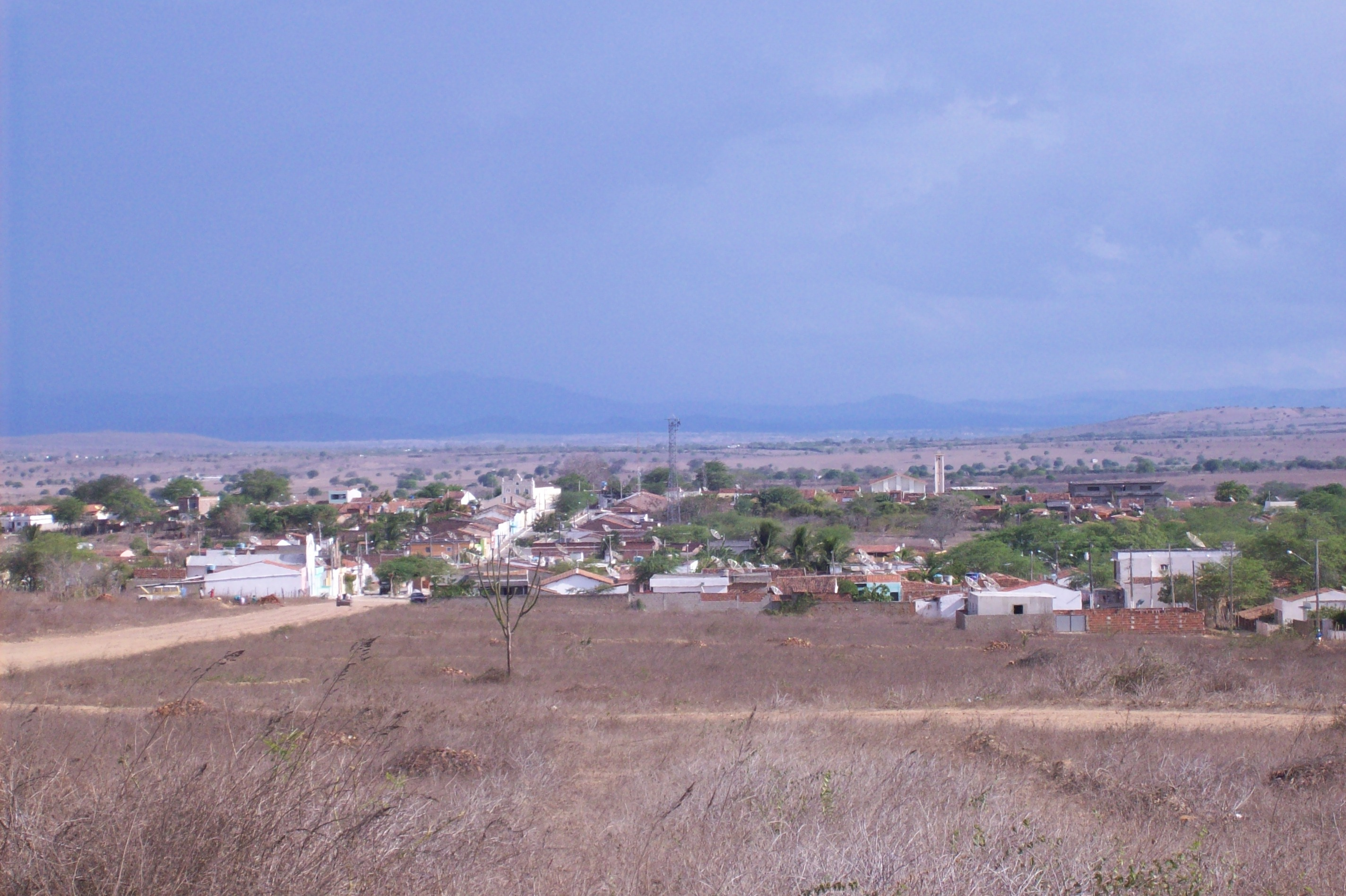
Lagoa de João Carlos

Lagoa de João Carlos é um distrito do município brasileiro de Frei Miguelinho, estado de Pernambuco, inserido na mesorregião do Agreste Pernambucano e na microrregião do Alto Capibaribe.r

## História
O distrito de Lagoa de João Carlos foi criado primeiramente pela Lei Municipal n° 34 de 14 de março de 1968. Em divisão territorial do município de Frei Miguelinho, datada de 18/08/1988, o distrito de Lagoa de João Carlos não aprece pois o mesmo não foi instalado. Em divisão territorial datada de 01/06/1995, o município é constituído de dois distritos: Frei Miguelinho e Lagoa de João Carlos.

## Geografia
Localiza-se a uma latitude 07°52'36" sul e a uma longitude 35°51'33" oeste, estando a uma altitude de 370 metros. Sua população em 2000 era de 6.961 habitantes, sendo 11,4% urbana.